# Meister der Erzherzoginnen
Als Meister der Erzherzoginnen bzw. Meister der Erzherzoginnenporträts wird manchmal ein Maler  des Spätbarock und Rokoko bezeichnet, der um 1765 eine Reihe von sechs oder sieben  Ölgemälden  mit Porträts von habsburgischen Erzherzoginnen am Wiener Hof erstellte. Es sind die Porträts der Töchter  Maria Theresias und sechs davon befinden sich heute im Schloss Schönbrunn, im Kinderzimmer, das nach den Porträts der Erzherzoginnen so benannt wird.
Porträtiert wurden:
- Maria Anna von Österreich (1738–1789)
- Maria Christina von Österreich (1742–1798)
- Maria Elisabeth von Österreich (1743–1808)
- Maria Amalia von Österreich (1746–1804)
- Maria Karolina von Österreich (1752–1814)
- Maria Antonia von Österreich (1755–1793)

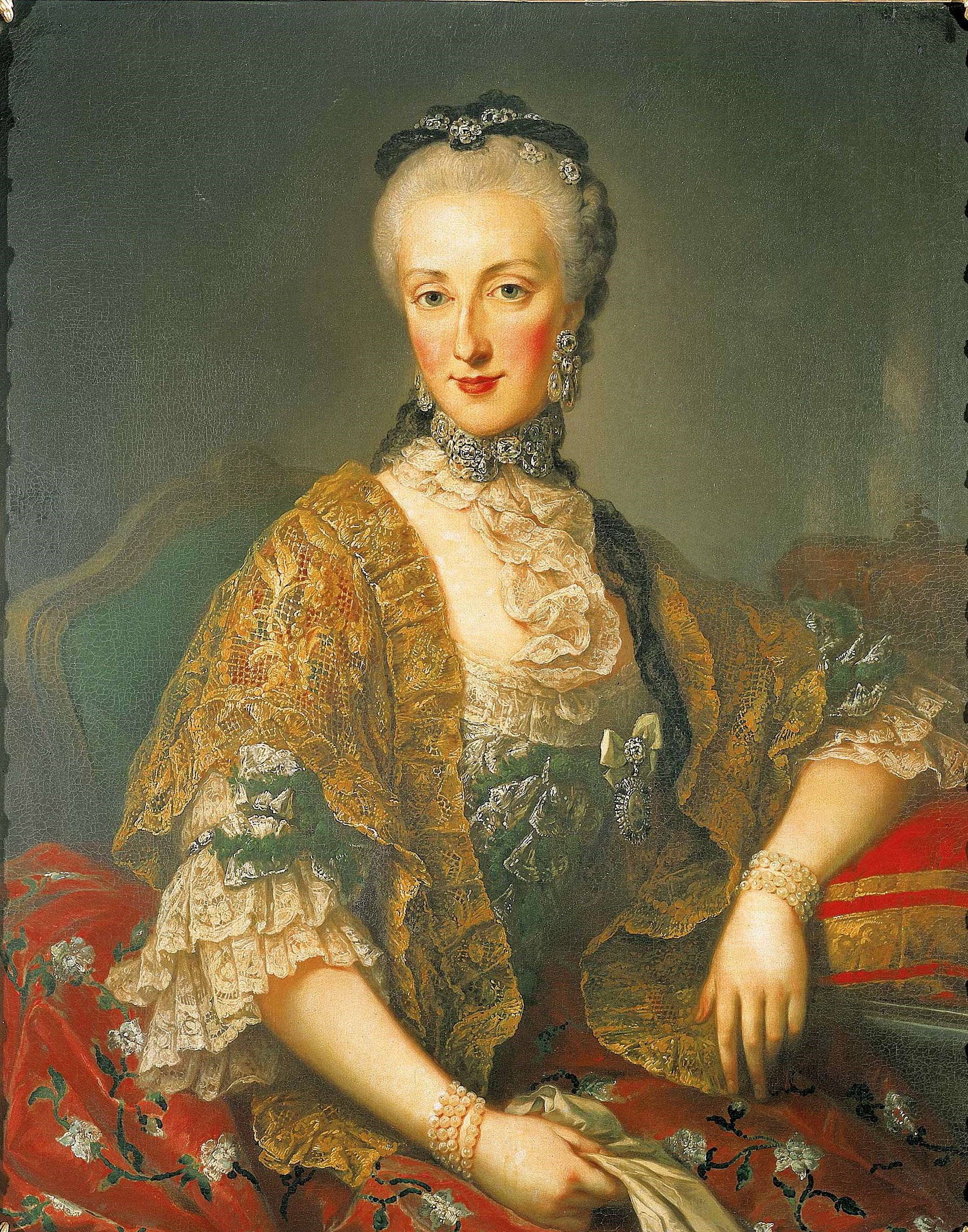
Maria Anna von Österreich
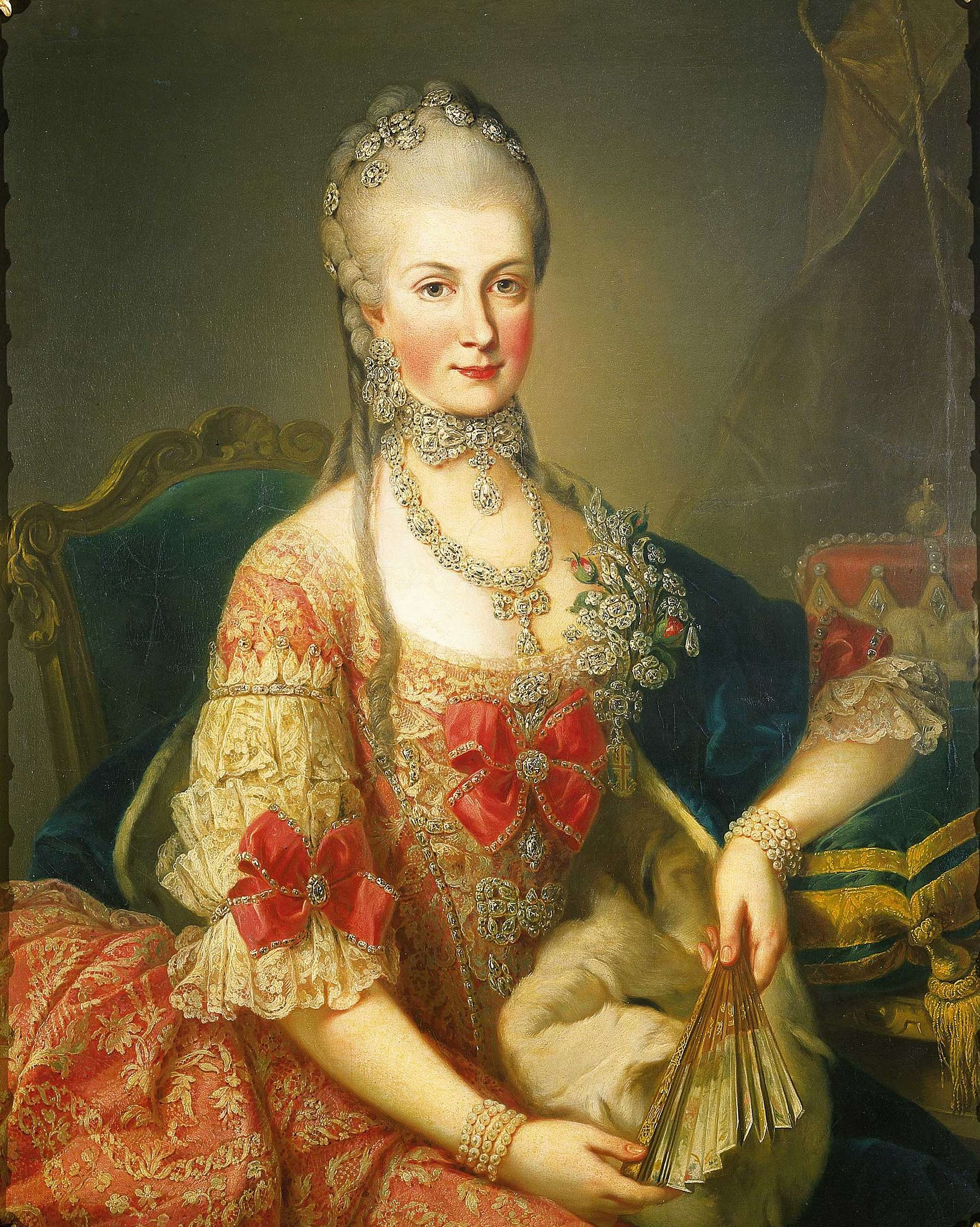
Maria Christina von Österreich
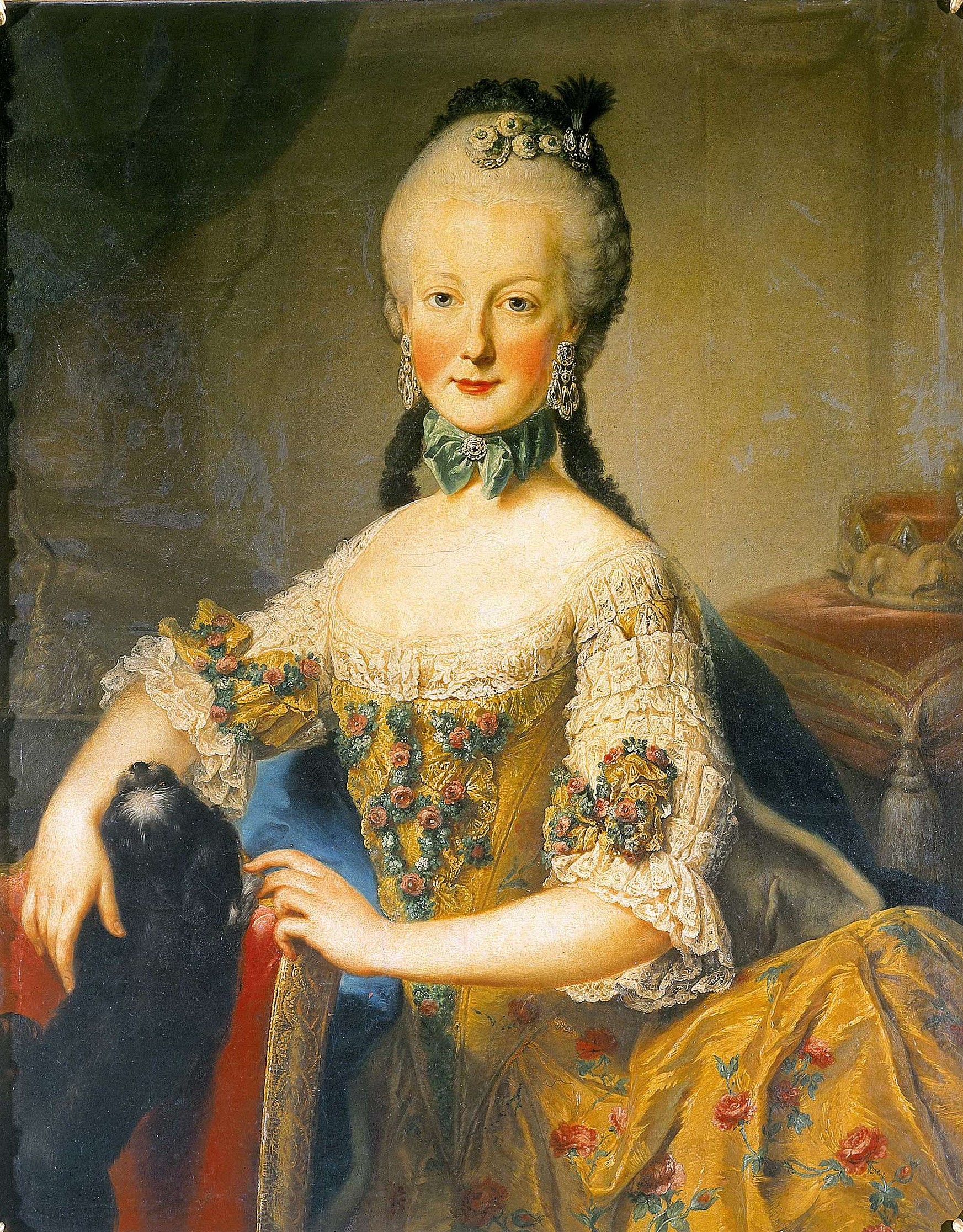
Maria Elisabeth von Österreich
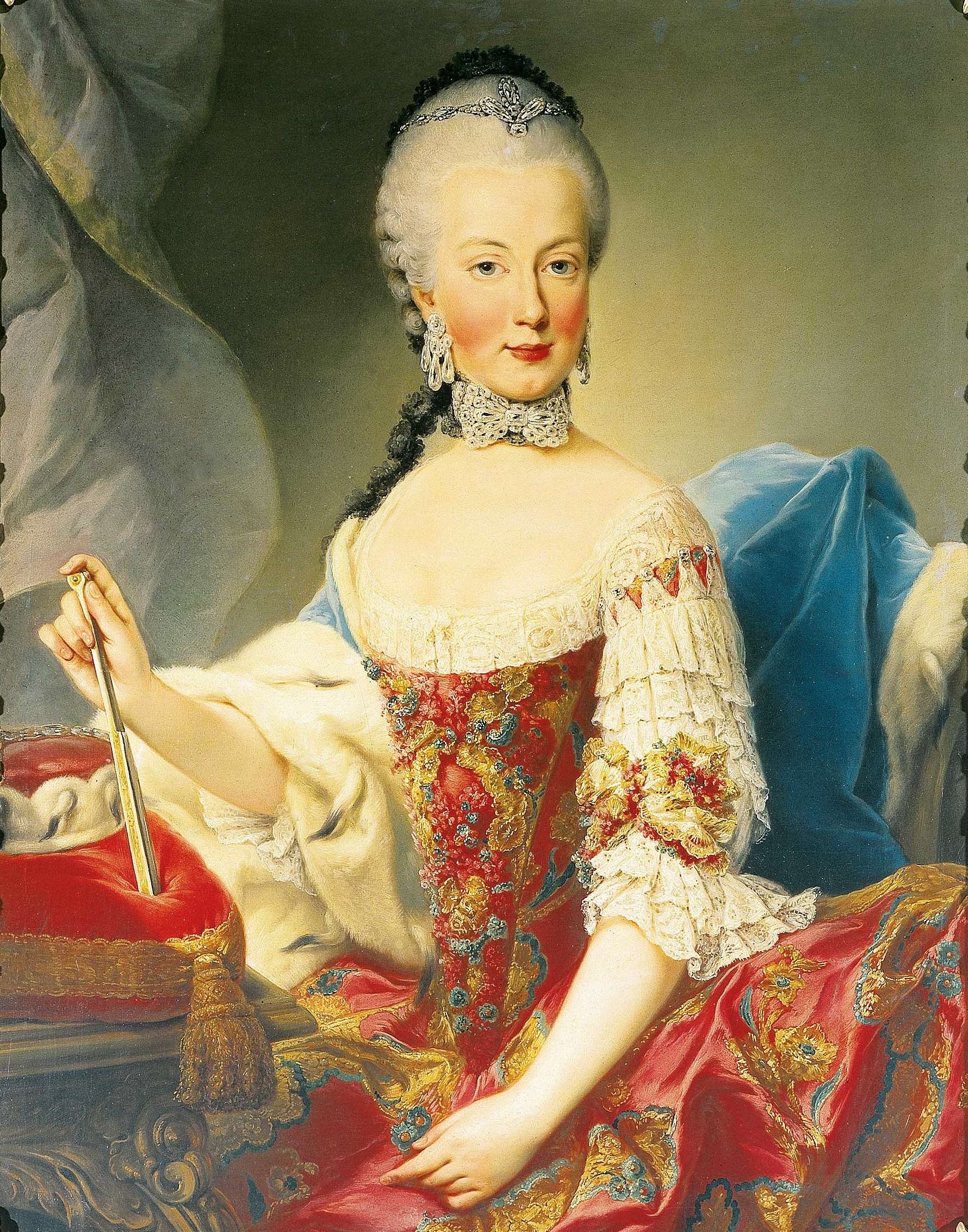
Maria Amalia von Österreich
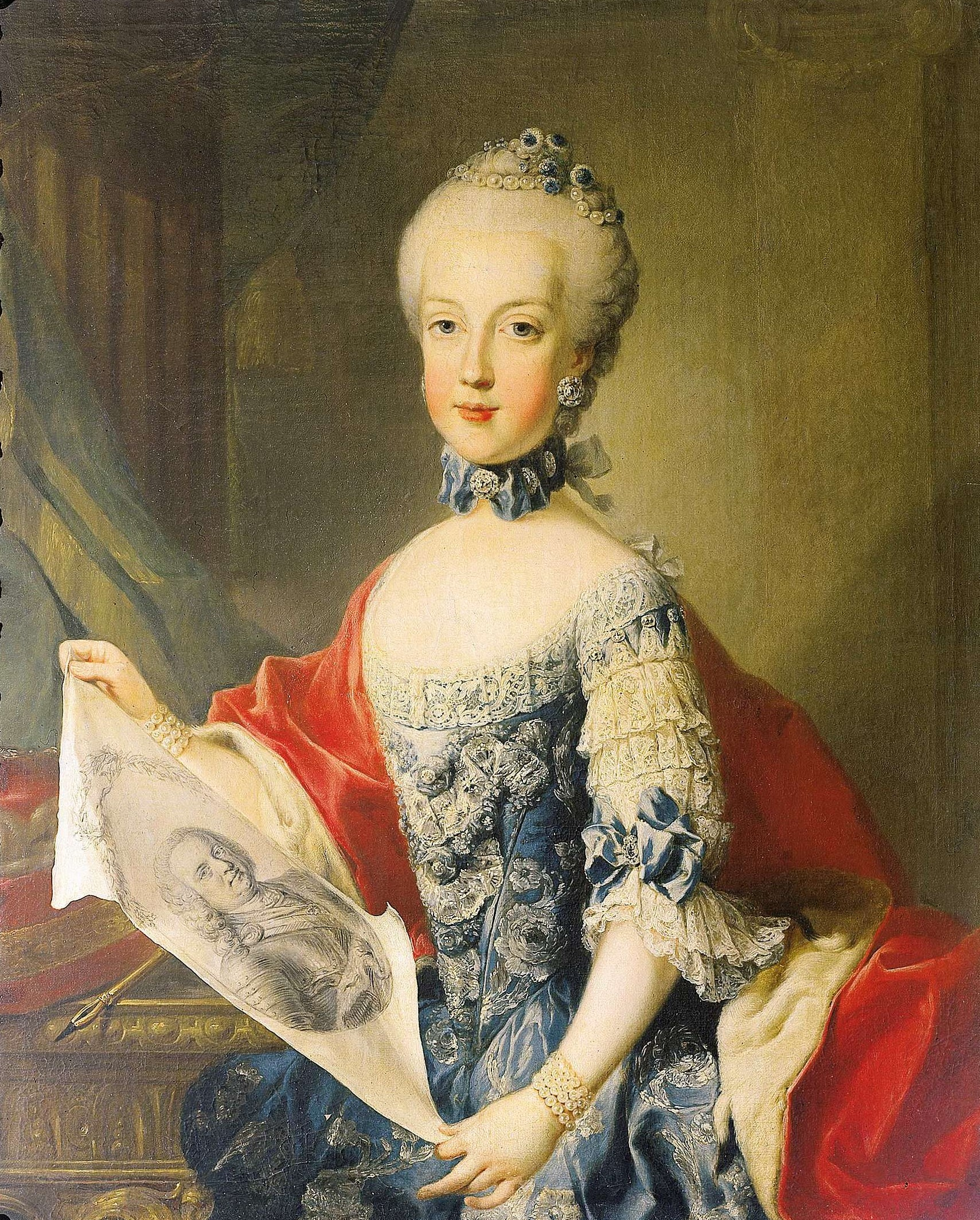
Maria Karolina von Österreich
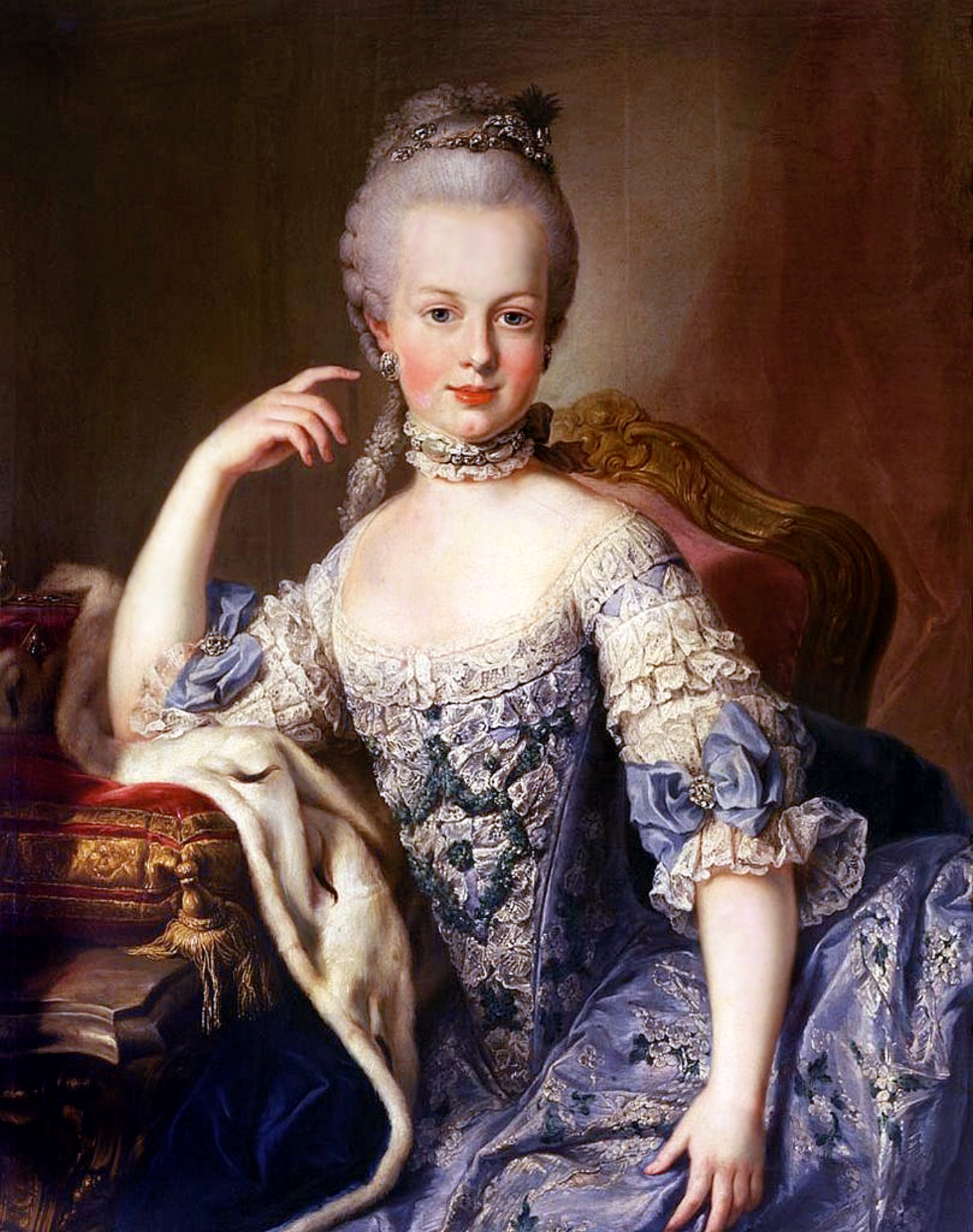
Maria Antonia Josepha Johanna von Österreich

Der Stil des namentlich nicht bekannten Malers dieser Bilder steht unter dem Einfluss von Martin van Meytens, dem niederländischen Maler, der nach 1740 am Wiener Hof tätig war und der unter der Regentschaft Maria Theresias in Wien ein bevorzugter Maler des Kaiserhauses war; jedoch ist der Meister der Erzherzoginnen in seiner Porträtauffassung schon moderner.  
Bereits zweihundert Jahre zuvor um 1565 war eine Reihe von Habsburger Erzherzoginnenporträts geschaffen worden, die heute Arcimboldo zugeschrieben werden.